# Titan arum
Titan arum (Amorphophallus titanum), populært kaldet ligblomst og penisblomst, er en dækfrøet plante i Amorphophallus-slægten med en af verdens største blomsterstande. Den er kendt for sin stærke lugt, der minder om et rådnende dyr. Titan arum vokser vildt i regnskoven på den vestlige del af Sumatra i Indonesien.
Titan arum blev beskrevet videnskabeligt første gang i 1878 af Odoardo Beccari. Det videnskabelige navn, Amorphophallus titanum, kommer fra oldgræsk amorphos, 'formløs'; phallos, 'fallos'; og titan, 'titan, kæmpe'.
Titan arums blomsterstand kan blive op til tre meter høj. Støvdrager og frugtanlæg vokser på samme blomsterstand. For at undgå selvbestøvning blomstrer de med to-tre dages mellemrum. Blomstring sker meget sjældent i naturen og endnu sjældnere ved dyrkning, hvor det tager omkring 15 år fra såning til første blomstring. Ved blomstring blottes blomstens røde farve, og en stærk lugt af rådnende pattedyr spredes. Blomsten bliver desuden varm, omtrent svarende til menneskets kropstemperatur. Kombinationen af disse egenskaber skaber illusionen af et rådnende kadaver, hvilket tiltrækker ådselsædende biller, som lokkes ind i blomsten og bestøver den. Blomstringen er ganske kort, og allerede efter 2½ dag visner den.
Titan arum er svær og tidskrævende at dyrke, hvilket gør den eftertragtet blandt avancerede dyrkere. Den dyrkes blandt andet af flere botaniske haver.
Botanisk Have i København fik i 2003 en som gave fra Bonns Botaniske Have, der havde en i blomst. Københavns udgave gik i blomst første gang ni år senere i dagene omkring 21. juni 2012, hvor den sjældne begivenhed tiltrak betydelig bevågenhed fra både medier og almindelige københavnere. Efterfølgende viste det sig, at man havde været heldig med eksemplaret, der gik i blomst igen allerede i 2014, 2016, 2018,  2020 og 2022.